# Jonassen Rocks
Jonassen Rocks är klippor i Sydgeorgien och Sydsandwichöarna (Storbritannien). De ligger i den nordvästra delen av Sydgeorgien och Sydsandwichöarna.
Terrängen runt Jonassen Rocks är varierad. Havet är nära Jonassen Rocks åt sydväst.  Det finns inga samhällen i närheten.